# Aaron Lustig
Pour les articles homonymes, voir Lustig.
Aaron Lustig est un acteur américain, né le 17 septembre 1956 à Rochester, New York (États-Unis).

## Vie privée
Lustig réside à Sherman Oaks en Californie.

## Filmographie
- 1984 : Lily in Love : Chauffeur
- 1988 : Leap of Faith (TV) : Doctor Kent
- 1989 : Naked Lie (TV) : Ellis Scott
- 1989 : SOS Fantômes 2 (Ghostbusters II) : Norman the Producer
- 1990 : The Operation (TV) : Anesthesiologist
- 1990 : Family of Spies (TV) : FBI agent #1
- 1990 : Confiance aveugle (en) (Blind Faith) (TV) : Medical Examiner
- 1990 : Beach Boys - Rêves d'été (Summer Dreams: The Story of the Beach Boys) (TV) : Reporter at Beach
- 1990 : Darkman : Martin Katz
- 1990 : Edward aux mains d'argent (Edward Scissorhands) : Psychologist
- 1991 : Los Angeles Story (L.A. Story) : Boring Speaker
- 1992 : Les Aventures d'un homme invisible (Memoirs of an Invisible Man) : Technician
- 1992 : Bad Channels : Vernon Locknut
- 1992 : Roadside Prophets : Morning Desk Clerk
- 1993 : Family Dog (série TV) : Additional Voices (voix)
- 1993 : The Opposite Sex and How to Live with Them : Movie Bully
- 1993 : Le Berceau vide (Empty Cradle) (TV) : Frazier Lawyer
- 1993 : The Day My Parents Ran Away (TV) : Teacher Haldeman
- 1994 : No Dessert, Dad, Till You Mow the Lawn : Doctor
- 1994 : Girth of a Nation
- 1994 : La Petite Star (I'll Do Anything) : Jack
- 1994 : Mon ami Dodger (Monkey Trouble) : Store Manager
- 1994 : Ray Alexander: A Taste for Justice (TV) : Douglas Hirschman
- 1994 : The Shadow : Doctor
- 1994 : Danger immédiat (Clear and Present Danger) : Dr Polk
- 1995 : Avec ou sans hommes (Boys on the Side) : juge
- 1995 : Stuart sauve sa famille (Stuart Saves His Family) : Fred
- 1995 : A Mother's Prayer (TV) : Dr Shapiro
- 1995 : Scanner Cop II : Doctor Gordon
- 1995 : An Element of Truth (TV) : Cemetery Manager
- 1996 : La Revanche de Pinocchio (Pinocchio's Revenge) : Dr Edwards
- 1996 : Changement de décors (The Late Shift) (TV) : Paul Shaffer
- 1996 : Si les murs racontaient... (If These Walls Could Talk) (TV) : Tom (segment 1952)
- 1996 : After Jimmy (en) (TV) : Mike
- 1997 : Relic (The Relic) : Dr Brown
- 1997 : Murder in Mind : Defense Attorney
- 1999 : Blood Type : Paul
- 1999 : Morrie : Une leçon de vie (Tuesdays with Morrie) (TV) : Rabbi Al Axelrod
- 2000 : Mafia parano (Gun Shy) : Larry, voisin de Fulvio
- 2000 : Endiablé (Bedazzled) : Synedyne Supervisor
- 2001 : Surviving Gilligan's Island: The Incredibly True Story of the Longest Three Hour Tour in History (TV) : Sherwood Schwartz
- 1987 : Les Feux de l'amour (The young and the restless) (série TV) : Dr Tim Reid (2001)
- 2004 : Le Jour d'après (The Day After Tomorrow) : Bernie
- 2005 : Jane Doe: Vanishing Act (TV) : Miles Crandell
- 2005 : Thank You for Smoking : Doctor
- 2011 : Rhum express (The Rum Diary) de Bruce Robinson : Monk
- 2012 : 193 Coups de Folie (Blue-Eyed Butcher) (TV) : docteur Wolfe
- 2012 : Cinq ans de réflexion (Five-year-engagement) : Michigan Rabbi